# Parafia św. Marcina w Kotli
Parafia św. Marcina w Kotli – rzymskokatolicka parafia we wsi Kotla, należąca do dekanatu Sława diecezji zielonogórsko-gorzowskiej, metropolii szczecińsko-kamieńskiej w Polsce, erygowana w XIV wieku. Mieści się pod numerem 47.